# Ikariam
Ikariam er et online real-time spil, der er udgivet i 2008 af Gameforge AG. Konceptet bag Ikariam ligner meget idéen bag Sid Meier's kendte Civilization-spil. I Ikariam skal spilleren kontrollere et imperium og skal bygge kaserne, akademier, havne og mange andre bygninger for at få imperiet til at vokse.

## Spillet
Spillet Ikariam kører på mange forskellige servere eller "realms" med navne som: Alpha, Beta, Gamma, Delta, Epsilon og så videre.
Spillerne starter på en ø med op til 15 andre spillere, et verdensvidunder ,en luksusvaremine og et savværk. Der er i øjeblikket forskellige 8 verdensvidundere, der består af: Hephaistos` smedje, Hades hellige lund, Demeters haver, Athenes Tempel, Hermes` Tempel, Ares` fæstning, Poseidons Tempel og Colossus. Alle de forskellige vidundere har en bestemt effekt.
De forskellige luksusvarer er:
- Vin – Bruges i værtshuset og til kokke.
- Marmor – Bruges til de fleste højlevel opgraderinger af bygninger
- Krystalglas – Bruges til akademier, templer, spioner, doktere og forbedringer i værkstedet.
- Svovl – bruges til de fleste krigere og kampskibe.

Paladset/Guvernør residensen kommer til i højere niveau at bruge alle typer resurser
I Akademiet kan man forske i henholdsvis Søfart, Økonomi, Videnskab og Militær for at forbedre sine byer, produktionen, militæret og generelt næsten alt.

## Alliancer
Når man har forsket diplomati under Søfart kan man danne en alliance sammen med andre spillere. Man kan ikke angribe de øvrige i sin egen alliance. Til gengæld kan man udstationere tropper i hinandens byer og bruge dem som springbræt.
De fleste alliancer stiller krav om at medlemmer hjælper hinanden med resurser og militær i tilfælde af angreb. Alliancer kan også gå i krig med hinanden. Disse krige kan vare flere måneder og vende op og ned på etablerede magt balance i en verden. De krigsførende alliancer lægger ofte rapporterer for deres kampe ud på det officielle forum hvor spillere fra verdenen følger med og diskutere krigen.
De fleste spillere deler alliancerne op i handelsalliancerne der primært spiller for, at bygge byer og handle med andre spillere og krigsalliancerne der primært spiller for, at fører krig. Disse vidt forskellige tilgange til spillet fører til sammenstød i spillet og diskussioner på forummet.

## Bygninger
For at udvikle din by og antal af point, skal man bygge bygninger, på de dertil indrettede byggefelter i din by. Til at starte med, har du følgende muligheder:
Akademi – Bruges til at forske, og derved skabe nye muligheder
Kaserne – Bruges til at optræne krigere, der kan forsvare din by og angribe andres byer
Rådhus – Eneste bygning, som altid er i din by. Din bys størrelse udvikles sammen med rådhusets level. Dvs. at hvis dit rådhus er i level 21, er din by størrelse 21.
For at kunne bygge flere bygninger, er du nødt til at forske forskellige ting. Når al forskning er færdiggjort, kræver at man spiller i længere tid, har man følgende bygningsmuligheder:
Rådhus
Akademi
kaserne
Skibsværft – Bruges til at bygge krigsskibe til enten at forsvare din egen havneindgang, eller angribe en anden spillers havneindgang og dermed blokere den.
Lagerbygning – Bruges til at opbevare ressourcer. Jo større lagerbygningen er, jo flere ressourcer kan det indeholde. For hver udvidelse kan der opbevares 8.000 ressourcer mere.
Værtshus – Her serveres vin til dine arbejdere og indbyggere. Jo større værtshuset er , desto mere vin kan der udskænkes pr. time, og jo mere glæde i din by kommer der. Og jo mere glæde der er i din by, desto større indvandring af nye indbyggere vil der komme.
Palads – Nødvendig for at oprette nye kolonier, og derved få nye luksusressourcer. For hver udvidelse kan der oprettes en ny koloni. Paladset kan kun bygges i din hovedstad.
Guvernørs residens – Lige så vigtig som paladset. Hvis ikke dine andre kolonier har tilsvarende level som paladset i din hovedstad, når du opretter en ny koloni, vil der opstå korruption i dine byer, og befolkningstallet vil dale.
Museum – Tillader dig at få befolkningstilvækst ved at fremvise andre kulturers specielle skatte. For at få andre kulturskatte i dit museum, skal du oprette kultur traktater med andre spillere.
Handelshavn – Handelshavnen tillader dig at sende ressourcer rundt til alle dine kolonier. Jo større handelshavnens level er, desto flere varer kan der lodses pr. minut.
Bymur – Beskytter dine indbyggere. Jo større bymuren er, jo bedre våben kan der holdes i den, og jo mere kan den give skade på din modstander der vælger at angribe dig. Før en kamp kan gå i gang, skal bymuren ødelægges. Dette kan kun ske med specielle murbryder enheder. Katapult etc.
Ambassade – Tillader dig at starte eller være med i en alliance (se ovenfor).
Handelsstation – Tillader dig at sælge eller købe ressourcer for guld, på en sikker måde.
Skjulested – Tillader dig at træne spioner, til at spionere andre spilleres byer. Bl.a. deres garnison og varebeholdning. Jo større skjulested, desto flere spioner, og giver også større spionsikkerhed, for at andre kan spionere i din by.
Værksted – Tillader dig at opgradere tropper for guld og krystal.
Tempel – Omvender din befolknings tro, for at kunne aktivere den forskellige mirakler, som hver af de forskellige vidundere har (se ovenfor). Jo større tempel, desto større omvending.
Skovfogedens hus – Udvider din indkomst af træ med 2%. Kan bygges i alle byer.
Alkymistens tårn – Udvider din indkomst af svovl med 2%. Kan kun bygges i en by, der ligger på en såkaldt svovl-ø.
Vinplanter – Udvider din indkomst af vin med 2%. Kan kun bygges i en by, der ligger på en såkaldt vin-ø.
Stenhugger – Udvider din indkomst af marmor med 2%. Kan kun bygges i en by, der ligger på en såkaldt marmor-ø.
Glaspuster – Udvider din indkomst af Krystal glas med 2%. Kan kun bygges i en by, der ligger på en såkaldt krystal-ø.
Tømrer – Nedsætter forbruget af træ med 1%, ved f.eks. udvidelse af bygninger.
Optiker – Nedsætter forbruget af krystal glas med 1%, ved f.eks. udvidelse af bygninger (Akademi).
Fyrværkeri test område – nedsætter forbruget af svovl med 1%, ved f.eks. træning/bygning af tropper.
Vinpresse – Nedsætter forbruget af vin med 1%, ved f.eks. vinudskænkning i værtshuset.
Arkitektens kontor – Nedsætter forbruget af marmor med 1%, ved f.eks. udvidelse af bygninger.